# Мирівка (Хмельницький район)
Ми́рівка — село в Україні, у Волочиській міській територіальній громаді Хмельницького району Хмельницької області. Населення становить 410 осіб.

## Географія
Селом протікає річка Бовенець.

## Символіка
Затверджена 16 травня 2018 р. рішенням № 10-38/2018 XXXVIII сесії міської ради VII скликання. Автори — В. М. Напиткін, К. М. Богатов, Л. А. Івасечко, Л. А. Сусь, В. М. Пастух, Л. І. Бунда, С. О. Рольська, Г. І. Гасак, Н. Ю. Курейко.

### Герб
В срібному щиті з лазуровою облямівкою, розімкненою згори, червоне намисто з коралів, всередині якого червоне сонце з шістнадцятьма променями. Щит вписаний в декоративний картуш і увінчаний золотою сільською короною. Унизу картуша напис «МИРІВКА».
Срібний щит із розімкненою лазуровою облямівкою — стилізований півострів, на якому знаходилося село. Традиційне українське намисто — символ жінки Немири, яка, за легендою, заснувала село і від чийого імені походить назва села Немиренці. Сонце — символ Поділля, життя, тепла, світла, спокою і миру, тобто сучасної назви «Мирівка».

### Прапор
Квадратне біле полотнище з боків і знизу має сині смуги в 1/12 ширини прапора. В центрі червоне намисто з коралів, всередині якого червоне сонце з шістнадцятьма променями.

## Історія
7 (20) листопада 1917 року, відповідно до Третього Універсалу Української Центральної Ради, увійшло до складу Української Народної Республіки.

### Голодомор в Мирівці
За даними різних джерел в селі в 1932—1933 роках загинуло близько 10 чоловік. На сьогодні встановлено імена 5. Мартиролог укладений на підставі поіменних списків жертв Голодомору 1932—1933 років, складених Федірківською сільською радою. Поіменні списки зберігаються в Державному архіві Хмельницької області.
- Ізерський Казимир, 51 р., 1932 р.,
- Коза Антоніна, 35 р., 1933 р.,
- Коза Іван, 35 р., 1933 р.,
- Нікулішина Федора, 40 р., 1933 р.,
- Провалено Євдокія, 39 р., 1932 р.,

### Незалежна Україна
12 червня 2020 року, відповідно до розпорядження Кабінету Міністрів України № 727-р «Про визначення адміністративних центрів та затвердження територій територіальних громад Хмельницької області», увійшло до складу Волочиської міської громади.
19 липня 2020 року, в результаті адміністративно-територіальної реформи та ліквідації Волочиського району, увійшло до складу новоутвореного Хмельницького району.
Колишній орган місцевого самоврядування — Федірківська сільська рада.